# Shockadoom
Shockadoom è un EP del gruppo hip hop statunitense Freestyle Fellowship, pubblicato nel 2002.
| Recensione | Giudizio |
| ---------- | -------- |
| AllMusic   | [ 1 ]    |
| Pitchfork  | [ 2 ]    |

## Tracce
1. Can You Find the Level of Difficulty in This? – 6:14 – Omid
2. Shockadoom – 4:39 – Nobody
3. Got You on the Run – 4:58 – Omid
4. Desperate – 4:32 – Omid
5. My Leg – 1:24 – Sach
6. Freestyle Acapella – 1:36
7. We Will Never... – 5:26 – JMD
8. Once Again – 3:26 – Omid